# ISO 22000
ISO 22000は、『食品安全マネジメントシステム－フードチェーンに関わる組織に対する要求事項（Food safety management systems - Requirements for any organization in the food chain）』の国際標準規格である。安全な食品を生産・流通・販売するために、HACCPシステムの手法を、ISO 9001（品質マネジメントシステム規格）を基礎としたマネジメントシステムとして運用するために必要な要求事項を規定している。

## 現在の発行状況
ISO 22000は、国際標準化機構のTC34委員会WG8により策定され、2005年（平成17年）9月に正式な国際規格として発行された。次いで、ISO 22000の適用について定めたガイドラインであるISO 22004が同年11月に発行された。2018年（平成30年）6月に改訂版が発行となった。
また、認定機関が審査登録機関を認定する際の要求事項であるISO 22003が2007年（平成19年）2月に発行されたことにより、財団法人日本適合性認定協会（JAB）が、同年5月より審査登録機関の認定申請受付を開始し、2008年（平成20年）1月に最初の認定を行った。((財)日本品質保証機構、(財)日本ガス機器検査協会JIA-QAセンターの2組織が認定された。)
国内認定機関以外における認定審査も実施されており、RvA(オランダ）、UKAS（イギリス）、JAS-ANZ（オーストラリア＆ニュージーランド）からの認定を受けた審査登録機関も日本国内にて審査をおこなっている。尚、認定効力は国内認定と国外認定に差異はない。

## 特徴
従来のHACCP系の認証に比べて認証の範囲が広く、農業や漁業といった一次産品から小売、製造・加工に利用する機材、途中の運送など、フードチェーンに直接・間接的に関わる全ての組織が認証の対象となっている。
これまでのHACCP Systemと同様「食の安全」を確保するためのシステムであり、ISO 9001:2000などで考慮されている「品質」とは切り離して考られていることが大きな特徴である。
一方これまでのHACCP Systemは製品に対する安全性の認証であることが多かったが、ISO 22000はISO 9001同様、品質マネジメントシステムの認証であることを承知しておかなくてはならない。